# Una historia de la vida y viajes de Cristóbal Colón
Una historia de la vida y viajes de Cristóbal Colón es un relato biográfico novelado sobre Cristóbal Colón de Washington Irving publicado en 1828. Fue publicado en cuatro volúmenes en Gran Bretaña y en tres volúmenes en los Estados Unidos. Fue la obra biográfica sobre Colón más popular en el mundo anglosajón hasta la publicación de la biografía Almirante de la Mar Oceana, de Samuel Eliot Morison, en 1942. Es uno de los primeros libros de ficción histórica estadounidenses y uno de los casos en los que se quisieron crear mitos nacionales por los escritores y poetas estadoundienses del siglo XIX.
En 1829 se publicó en Estados Unidos una versión abreviada de esta obra en un solo volumen, también escrito por Irving, con el título La vida y viajes de Cristóbal Colón.

## Historia
En 1826 le ofrecieron un puesto de agregado en la embajada de Estados Unidos en España, con la misión de traducir al inglés una colección de documentos sobre Cristóbal Colón que el historiador y marino Martín Fernández de Navarrete había empezado a publicar.
Irving llegó a Madrid en febrero de 1826 y se puso a trabajar en aquel proyecto. Se alojó en la casa de Obadiah Rich, que tenía una gran biblioteca con muchos libros sobre España y América. Consideró el libro de Navarrete un conjunto de documentos que no interesarían a los lectores y, tras dos meses de trabajo, decidió escribir una obra biográfica sobre Colón. Para ello, se basó en la obra de Navarrete y en libros de bibliotecas de Madrid. Terminó el libro en el verano de 1827. La editorial John Murray lo publicó en Londres en cuatro volúmenes a comienzos de 1828. La editorial G. & G. Carvill lo publicó en Nueva York en tres volúmenes.
En su biografía de Colón, que es novelada, Irving afirma que Colón, antes de realizar su viaje, tuvo que defender ante los académicos en Salamanca que la tierra era redonda. La historia ha sido enseñada así en ocasiones. El hecho es que los académicos de Salamanca del siglo XV sabían que la tierra era redonda. Sin embargo, Colón decía que la esfera terrestre medía 30 000 km cuando ya se sabía que rondaba los 40 000 km. Este y otros errores en los planteamientos de Colón hicieron que los expertos considerasen el viaje inviable por la gran distancia a recorrer para llegar a Asia navegando hacia el oeste con los medios de la época.
En 1828 fue nombrado académico de la Real Academia de la Historia de España.
Entre marzo y abril de 1828 hizo un viaje por Andalucía con el cónsul general ruso, Alexandre Gessler, y el secretario de la embajada rusa, el barón Stoffrengen. Posteriormente, se instaló en Sevilla. El 21 de abril fue al Archivo de Indias, donde le dijeron que para consultar los textos necesitaba una autorización de la Corte. Para ello escribió a Madrid al cónsul de los Estados Unidos en España, H. Everett.
Washington Irving decidió hacer una excursión desde Sevilla para visitar los Lugares Colombinos. El 12 de agosto fue a Moguer. Se hospedó en la casa de Juan Hernández-Pinzón. Allí visitó el Convento de Santa Clara, todas las casas de la familia Pinzón y el Castillo. El día siguiente fue a Palos de la Frontera, donde visitó la Iglesia de San Jorge y el Monasterio de Santa María de La Rábida. Posteriormente regresó a Moguer, donde estuvo hasta el día 14. Ese día pasó por Villarrasa, Niebla, La Palma del Condado y Villalba del Alcor camino de Sanlúcar la Mayor, desde donde regresó a Sevilla.
El 28 de agosto le fue concedida la autorización para consultar el Archivo de Indias.
El 18 de noviembre de 1828 se enteró, por su hermano Peter, de que en Estados Unidos se estaba preparando un resumen pirata de su biografía de Colón. Entonces se puso a trabajar sin descanso en un compendio sobre Colón. En noviembre y diciembre de 1828 consultó el Archivo General de Indias y la Biblioteca Colombina de Sevilla (que había sido conformada por Hernando Colón) para esta nueva edición, corregida y abreviada. Envió el manuscrito a Nueva York el 28 de diciembre. Fue publicado en Nueva York por G. & G. Carvill con el título La vida y viajes de Cristóbal Colón por Washington Irving (abreviada por el mismo).
Escribió un libro titulado Viajes y descubrimientos de los compañeros de Colón, con un anexo titulado Una visita a Palos, donde describe este viaje. Este libro fue publicado en Londres en 1831 por John Murray y en Filadelfia ese mismo año por Carey y Lea. Este libro fue publicado en español por la Imprenta de Gaspar y Roig de Madrid en 1854.
A comienzos de mayo de 1829 hizo un viaje de Sevilla hasta Granada con el príncipe ruso Dimitri Ivanovich Dolgorukov. Este se marchó finales de mayo, pero Irving se quedó en la Alhambra de Granada hasta finales de julio.
En el verano de 1829 se marchó a Londres para trabajar como diplomático. En 1830 recibió la medalla de la Real Sociedad de Literatura de Londres. En 1831 escribió un breve libro titulado Viajes y descubrimientos de los compañeros de Colón. En 1832 regresó a los Estados Unidos.
Entre 1833 y 1834 se publicó una traducción al español de José García de Villalta de Una historia de la vida y viajes de Cristóbal Colón en cuatro volúmenes en la Imprenta de José Palacios de Madrid.
En Gran Bretaña y los Estados Unidos continuó trabajando en temas de hispanismo. Su labor como hispanista fue realizada entre 1826 y 1835. Posteriormente, fue embajador en España entre 1842 y 1846.